# Wagelwitz
Wagelwitz ist ein Dorf im Landkreis Leipzig in Sachsen. Politisch gehört der Ort seit 2012 zu Grimma. Er liegt zwischen Roda und Cannewitz.
Urkundlich wurde Wagelwitz 1378 das erste Mal als „Wocherwicz, Wochilwicz“ genannt. Weitere Nennungen waren:
- 1418: „Wochelwicz“
- 1421: „Wachelwicz“
- 1523: „Wachelwitz“
- 1529: „Woggewitz“
- 1542: „Wagelwitz“
- 1580: „Wachelitz“
- 1791: „Wagelwiz“
- 1875: „Wagelwitz“ („Wachelwitz“)

Am 1. Juli 1972 wurde Wagelwitz in Cannewitz eingemeindet. Zum 1. Januar 1994 wurden die Ortschaften Cannewitz, Denkwitz, Löbschütz und Thümmlitz in Nerchau eingemeindet, Wagelwitz wurde nach Mutzschen umgegliedert. Mit der Eingemeindung am 1. Januar 2012 wurde Wagelwitz ein Gemeindeteil von Grimma.

## Entwicklung der Einwohnerzahl
| Jahr    | Einwohnerzahl                                |
| ------- | -------------------------------------------- |
| 1548/51 | 15 besessene Mann, 13 Inwohner, 11 1⁄2 Hufen |
| 1764    | 17 besessene Mann, 12 Häusler, 7 ⁄12 Hufen   |
| 1834    | 233                                          |
| 1871    | 277                                          |

| Jahr | Einwohnerzahl |
| ---- | ------------- |
| 1890 | 240           |
| 1910 | 227           |
| 1925 | 210           |
| 1939 | 234           |

| Jahr | Einwohnerzahl |
| ---- | ------------- |
| 1946 | 324           |
| 1950 | 275           |
| 1964 | 214           |